# USS Action (PG-86)
USS Action (PG-86) je bila korveta izboljšanega razreda Flower, ki je med drugo svetovno vojno plula pod zastavo Vojne mornarice ZDA.

## Zgodovina
22. novembra 1942 je Kraljeva vojna mornarica predala Vojni mornarici ZDA korveto HMS Comfrey (K277), katero so nato preimenovali v USS Action (PG-86). Ladjo so 6. februarja 1946 prodali.